# Jo Allen (Maskenbildnerin)
Jo Allen ist eine Maskenbildnerin.

## Leben
Allen begann ihre Karriere im Filmstab 1995 beim britischen Fernsehen. Ihr erster Spielfilm war 1998 Basils Liebe von Radha Bharadwaj. Nach weiteren Filmen, unter anderem Ridley Scotts Hollywood-Blockbuster Gladiator, erhielt sie 2003 für The Hours – Von Ewigkeit zu Ewigkeit eine Nominierung für den BAFTA Film Award in der Kategorie Beste Maske. 2005 war sie  für Alejandro Amenábars Drama Das Meer in mir zusammen mit Manolo García für den Oscar in der Kategorie Bestes Make-up und beste Frisuren nominiert; es gewann in diesem Jahr jedoch der Abenteuerfilm Lemony Snicket – Rätselhafte Ereignisse. Bei der im selben Jahr ausgetragenen Goya-Verleihung erhielt sie hingegen die Auszeichnung in der Kategorie Beste Maske.
2015 schrieb, inszenierte und produzierte Allen den Kurzfilm The Prison Web.

## Filmografie (Auswahl)
- 1998: Basils Liebe (Basil)
- 2000: Gladiator
- 2000: Quills – Macht der Besessenheit (Quills)
- 2001: Corellis Mandoline (Captain Corelli’s Mandolin)
- 2002: Die vier Federn (The Four Feathers)
- 2002: The Hours – Von Ewigkeit zu Ewigkeit (The Hours)
- 2004: Das Meer in mir (Mar Adentro)
- 2007: Mister Lonely
- 2013: Haus des Zorns (The Harvest)
- 2014: Cesar Chavez (César Chávez)

## Auszeichnungen (Auswahl)
- 2005: Oscar-Nominierung in der Kategorie Bestes Make-up und beste Frisuren für Das Meer in mir
- 2003: Nominierung für den BAFTA Film Award in der Kategorie Beste Maske für The Hours – Von Ewigkeit zu Ewigkeit
- 2005: Goya in der Kategorie Beste Maske für Das Meer in mir